# La Facción Ingobernable
Palmarès
voir ici
La Facción Ingobernable, parfois abrégé en L.F.I, est un clan de catcheurs Heel, composé de Rush (leader), La Bestia del Ring, Kenny King, Dragon Lee et Dralístico. Ils travaillent actuellement à la Lucha Libre AAA Worldwide, la Ring of Honor et la Nación Lucha Libre. Les deux premiers membres du clan sont les actuels champions du monde par équipe de la AAA.

## Carrière

### Lucha Libre AAA Worldwide (2019 –...)
Lors de Guerra de Titanes 2019, le maintenant renommé Rush El Toro Blanco fait équipe avec Blue Demon Jr. et Rey Escorpión pour battre Psycho Clown, Dr. Wagner, Jr. et Drago. Après le match, il a été annoncé qu'il formait avec La Bestia del Ring, Killer Kross, LA Park et Konnan un nouveau groupe appelé La Facción Ingobernable (basé sur son ancien groupe Los Ingobernables de la CMLL ),.
Le 4 septembre 2021, il a été annoncé que Dralístico avait rejoint le clan aux côtés de son père et de ses frères. Lors de Héroes Inmortales XIV, il effectue ces débuts à la Lucha Libre AAA Worldwide avec Dragon Lee pour confronter The Lucha Brothers (Pentagón Jr. et Fénix) et les défier pour leurs AAA World Tag Team Championship.
Lors de Noche de Campeones, Dragon Lee et Dralístico battent FTR pour remporter les AAA World Tag Team Championship.

### Ring of Honor (2019 –...)
Lors de Final Battle 2019, Rush perd le ROH World Championship contre PCO. Peu après, il présente la branche américaine de La Faccion Ingobernable, constitué de lui-même, son frère Dragon Lee, Kenny King et Amy Rose.
Lors de Gateway To Honor 2020, Rush récupère le ROH World Championship en battant PCO et Mark Haskins grâce à une intervention du NWA World Heavyweight Champion, Nick Aldis. Lors de Final Battle 2020, Rush conserve son titre contre Brody King grâce à l'intervention de son père La Bestia del Ring qui rejoint donc ces fils dans la Faccion Ingobernable.
Le 26 février 2021, Dragon Lee et Kenny King battent The Foundation (Jay Lethal et Jonathan Gresham) pour remporter les ROH World Tag Team Championship tandis que Rush conserve son titre contre Shane Taylor grâce à une intervention de King,,. Lors de 19th Anniversary Show, King (qui remplaçait Lee blessé) perd le ROH World Television Championship contre Tracy Williams et perd également aux côtés de La Bestia del Ring les ROH World Tag Team Championship contre The Foundation (Rhett Titus et Tracy Williams) tandis que Rush conserve son titre contre Jay Lethal grâce à l'intervention de son clan avec qui il se fait attaquer ainsi que Lethal par un nouveau clan constitué de Brody King, Tony Deppen, Chris Dickinson et Homicide.
Lors de Best In The World 2021, Dragon Lee remporte le ROH World Television Championship pour la deuxième fois en battant Tony Deppen, tandis que dans le main event, Rush perd le ROH World Championship contre Bandido qui met fin à son règne de 498 jours,.
Le 10 septembre, Dragon Lee et Kenny King battent Violence Unlimited (Chris Dickinson et Homicide) et remportent les ROH World Tag Team Championship pour la deuxième fois. Lors de Honor For All 2021, ils perdent les titres contre The OGK (Michael Bennett et Matt Taven).

## Palmarès
- Lucha Libre AAA Worldwide
  - 1 fois AAA World Tag Team Championship - Dragon Lee et Dralístico

- Ring of Honor
  - 2 fois ROH World Championship - Rush[19]
  - 2 fois ROH World Television Championship - Dragon Lee[20]
  - 2 fois ROH World Tag Team Championship - Dragon Lee et Kenny King